# Ариби, Салим
Салим Ариби (фр. Salim Aribi; род. 16 декабря 1974, Батна) — алжирский футболист, выступавший на позиции защитника.

## Клубная карьера
Профессиональную карьеру начал в 1993 выступлениями за команду «КА Батна», в которой провёл девять сезонов.
Своей игрой за эту команду привлек внимание представителей тренерского штаба клуба «УСМ Алжир», в состав которого присоединился в 2002 году. Отыграл за столичную команду следующие пять сезонов, выиграв за это время по два национальных чемпионата и кубка.
Завершил профессиональную игровую карьеру в родном клубе «КА Батна», куда вернулся в 2007 году и защищал цвета до 2010 года.

## Карьера за сборную
Дебют за национальную сборную Алжира состоялся 14 мая 2002 года в товарищеском матче против сборной Бельгии (0:0). Был включён в состав на Кубок африканских наций 2004 года в Тунисе, на котором являлся основным игроком и сыграл все четыре встречи: с Камеруном (1:1), Египтом (2:1), Зимбабве (1:2), а также в четвертьфинале против Марокко (1:3).

## Статистика за сборную
| Сборная Алжира | Сборная Алжира | Сборная Алжира |
| Год            | Матчи          | Голы           |
| -------------- | -------------- | -------------- |
| 2002           | 2              | 0              |
| 2003           | 7              | 0              |
| 2004           | 7              | 0              |
| Итог           | 16             | 0              |

## Достижения

### «УСМ Алжир»
- Чемпион Алжира: 2003, 2005
- Обладатель Кубка Алжира: 2003, 2004